# Karl von Massenbach
Karl Christoph Wilhelm von Massenbach (* 7. Mai 1752 auf Radmannshöfen, Kreis Königsberg in Preußen; † 10. August 1821 in Berlin) war ein preußischer Generalmajor und Divisionskommandeur der Landwehr.

## Leben

### Herkunft
Karl von Massenbachs Eltern waren Carl Wilhelm von Massenbach (1714–1761) und dessen Ehefrau Marie Helene, geborene von Negelein († 1764).

### Militärlaufbahn
Massenbach hatte sich am 13. Februar 1767 als Student an der Universität Königsberg immatrikuliert, ging aber im Jahr 1769 als Gefreitenkorporal in das Dragonerregiment „Alt-Platen“ der Preußischen Armee. Dort avancierte er bis Anfang September 1773 zum Sekondeleutnant und nahm 1778/79 am Bayerischen Erbfolgekrieg teil. Nach dem Krieg wurde er am 9. Juni 1785 Premierleutnant und am 4. April 1790 Stabskapitän. Als solcher kämpfte er 1794/95 im Feldzug in Polen. Am 2. März 1795 wurde er dann zum Major befördert, am 23. Oktober 1800 Eskadronchef und am 29. Mai 1806 dann Oberstleutnant. Massenbach kämpfte auch im Vierten Koalitionskrieg.
Nach dem Frieden von Tilsit wurde er am 25. Juli 1807 zum Mitglied der Militär-Reorganisationskommission ernannt, zudem erhielt Massenbach am 16. Dezember 1807 eine Zulage von 300 Talern. Er stieg am 13. März 1808 zum Oberst auf und wurde er am 4. Oktober 1808 zum Kommandeur des 2. Westpreußischen Dragoner-Regiments ernannt, blieb aber weiterhin Mitglied der Militär-Reorganisationskommission. Am 5. Dezember 1809 ging er mit König Friedrich Wilhelm III. nach Berlin. Am 16. Januar 1810 wurde er zum Mitglied der Immediatuntersuchungskommission bestellt, wo er die Ereignisse bezüglich der Kavallerie untersuchen soll. Sein Regiment führte in dieser Zeit der Major Leopold von Bülzingslöwen. Aber am 15. Dezember 1810 erhielt Massenbach seine Demission mit dem Charakter als Generalmajors und einer Pension von 800 Talern. Für seine Verdienste erhielt Massenbach am 25. November 1811 den Orden Pour le Mérite. Im Vorfeld der Befreiungskriege wurde er am 18. März 1813 als Divisionskommandeur der Landwehr wieder eingesetzt. Im Krieg kämpfte er dann in der Schlacht bei Dennewitz. Im Jahr 1814 wurde Massenbach aber wieder inaktiv gestellt. Er starb am 10. August 1821 in Berlin und wurde auf dem Friedhof am Halleschen Tor beigesetzt.
In der Beurteilung aus dem Jahr 1804 durch den Generalmajor Karl von Esebeck heißt es: „Ein sehr gebildeter und unermüdet tätiger Offizier. Er hat von seinem Eintritt ins Militär in Königsberg studiert und als Offizier den Vorlesungen auf der ecole militaire mit vielem Nutzen beigewohnt. Er hat in allen Wissenschaften viel getan, insbesondere sich viel mathematische und taktische Kenntnisse erworben, er zeichnet sehr gut und soll auch gute Situationspläne aufnehmen können. Sein guter moralischer Charakter, sein gutes Benehmen, seine Kenntnisse in allen Zweigen der Wissenschaften machen ihn in jedem Fache brauchbar und der Bemerkung Seiner Majestät des Königs wert.“

### Familie
Massenbach heiratete am 3. August 1787 Charlotte de Genée (1758–1851). Das Paar hatte mehrere Kinder:
- Julie (1792–1793)
- Karl Adolf (1794–1849), Oberstleutnant a. D., Zweiter Kommandant von Koblenz ⚭ 1823 Adelheid von Bassewitz[1], Tochter des Regierungspräsidenten Friedrich Magnus von Bassewitz
- Mathilde Aurora (* 1795)
- Leo (1797–1880), Regierungspräsident in Düsseldorf ⚭ Karoline Stettler (1809–1877)[2]